# Dengeki Daisy
Dengeki Daisy (電撃デイジー) est un shōjo manga écrit et dessiné par Kyōsuke Motomi. Il a été prépublié entre mai 2007 et octobre 2013 dans le mensuel Betsucomi et a été compilé en un total de seize volumes. La version française a été licenciée en mars 2010 par Kazé, et le dernier volume est sorti en juin 2014.
Le manga a gagné le prix du meilleur shōjo lors des Japan Expo Awards 2012.

## Synopsis
Le jour de la mort de son frère Sōichiro Kurebayashi, Teru se retrouve seule. Celui-ci, ayant étrangement tout planifié avant sa mort, lui confie un téléphone portable avec lequel elle pourra joindre un certain "Daisy". C'est ainsi que, grâce aux mails encourageants de ce mystérieux personnage, elle a pu aller de l'avant et continuer à vivre malgré ce tragique évènement.
Pourtant, au lycée, tout ne va pas pour le mieux ; Teru est en fait la cible du conseil des élèves et le cache à "Daisy" qui lui a promis de l'aider en toutes circonstances. Un jour, Teru, se faisant persécuter par le conseil des élèves, casse malencontreusement une fenêtre. Pour la rembourser, elle devient le larbin du cruel Kurosaki, le nouveau gardien du lycée, qui n'hésitera pas à la surexploiter. Mais derrière ce voyou blond aux mauvaises manières et au comportement douteux pourrait se cacher un tout autre visage..

## Employés de la société Kenbashi Electronics
Tasuku Kurosaki (祐 黒崎, Kurosaki Tasuku?)
Kurosaki, hackeur de 24 ans, concierge du lycée, est un homme séduisant, drôle, parfois agressif, mais dans le fond gentil, qui vit seul. Il éprouve des sentiments amoureux envers Teru. Il s'agit en fait du fameux "Dasy", un pirate informatique très expérimenté, capable de pirater les bases de l'école, supprimer des informations, pirater le téléphone de Teru etc. Il est également le créateur de Jack O'Frost (Jack Frost), un virus informatique.
Soichiro (Kurebayashi Soichiro) :
Sōichirō est le défunt frère de Teru. Il dirigeait une équipe d'ingénieurs comprenant Tasuku Kurosaki, Riko Onizuka (qui est devenue sa petite amie) ainsi que Masuda. Avant de mourir, il a confié à sœur un téléphone portable afin qu'elle puisse contacter un certain Daisy dès qu'elle en sentirait le besoin. Il veillait sur sa sœur mieux que n'importe qui et avait même tendance à être trop collant. Il avait pour habitude de donner des surnoms à tout le monde et n'était pas le dernier à faire l'idiot. Il était comme un grand frère pour Kurosaki. C'est pour lui éviter de graves ennuis qu'il a travaillé jusqu'au bout pour l'aider à arrêter le virus Jack O'Frost alors qu'il souffrait d'un cancer de l'estomac.
Riko (Onizuka Riko) :
Riko était la fiancée de Sōichirō, le frère de Teru. Elle a 30 ans. Elle est conseillère d'éducation/psychologue dans le lycée de Teru. Elle s'attache rapidement à elle. La considérant comme sa petite sœur, elle lui propose de venir vivre avec elle. C'est le début d'une véritable complicité. Elle essaye de conseiller au mieux Teru et Kurosaki. Riko est une femme qui aime bien boire à l'occasion et a la gifle facile.
Masuda (増田) :
Communément appelé Maître par la plupart des personnages de la série, c'est un ami proche de Tasuku Kurosaki et l'aidera chaque fois qu'il se trouvera dans une situation difficile. Il le connaît depuis très longtemps et aime souvent le taquiner. Masuda est propriétaire du Ohanabatake (お花畑, Flower Garden ), une maison de thé de style occidental. Masuda travaille sous les ordres du ministère de l'Intérieur. Il a pour mission de surveiller Kurosaki.
Avant de rejoindre les Affaires intérieures, Masuda a été membre des forces spéciales. De graves blessures l'ont contraint à prendre sa retraite et, après sa convalescence, il a accepté un poste aux Affaires internes.
Masumi Takeda (竹田 真澄, Takeda Masumi ) :
Ancien collègue de DAISY et Soichiro Kurebayashi, il est décrit comme persistant mais pas très rusé. Il arrive à l'école de Teru Kurebayashi en tant que professeur mais espère en réalité se rapprocher de Teru pour obtenir son téléphone portable car il croit que celui-ci contient un logiciel inédit que Soichiro aurait conçu avant sa mort. Takeda réalisera que le portable ne contient rien et que l'organisation, qui l'a engagé, le manipulait.
Takeda devient par la suite un allié peu fréquent mais fidèle de DAISY. Il a réalisé la nécessité d'assumer la responsabilité de ses actes antérieurs. Il travaille toujours chez Kenbashi Electronics, la société où était employée l'équipe de Soichiro Kurebayashi et où le code informatique "Jack" a été développé. Malgré son introduction difficile, Takeda s'est progressivement révélé être une bonne personne. Il a eu une relation amoureuse avec Rena. Il est propriétaire d'un pur chiot Shiba nommé « Kaoruko » (カオルコ)  et c'est un expert des desserts européens et japonais.
Kazumasa Andou (安藤 数正, Andō Kazumasa ) :
Il est le principal du lycée Kagamiyama que fréquente Teru. Ancien collègue de DAISY et frère de Teru , Andou était un programmeur d'élite. Il apparaît initialement comme le concierge remplaçant de Kurosaki. Bien qu'il apparaît comme un personnage comique qui apparaît souvent dans des endroits étranges, petits et sombres comme les bouches d'aération et les poubelles et qui aime se faire tabasser (surtout par les filles), Andou est sérieux à chaque fois que des problèmes concernant DAISY surviennent et agit en tant que chef du groupe lors des enquêtes. Bien qu'il paraisse généralement jovial et compatissant, il peut se montrer impitoyable si c'est pour assurer la sécurité des autres.
Takahiro Kurosaki (黒崎 孝弘Kurosaki Takahiro ) :
Père de Tasuku, il était un haut fonctionnaire du gouvernement. Il a aidé à la création du système de décryptage « Jack » avec le professeur Midorikawa. Cependant, la pression politique adverse commença à augmenter et Midorikawa trahit Takahiro.
Takahiro a été accusé d'être un espion et d'avoir tenté de divulguer des informations critiques sur le système ""Jack". Peu de temps après, il est mystérieusement tué alors que Tasuku était encore au collège... Après la mort de son père, Tasuku est devenu pupille de l'État mais il a disparu pour devenir le hacker DAISY afin de 1) prouver que son père n'était pas un espion et 2) se venger de l’État. Ses efforts n'ont pas abouti et il a été capturé par le gouvernement.
Le professeur Hideo Midorikawa (縁川秀雄-教授, Midorikawa Hideo-kyouju ) :
Professeur d'université et chercheur remarquable en programmation et ingénierie informatique, il a engagé Soichiro Kurebayashi en tant qu'assistant de recherche (sous les conseils de Takahiro). Soichiro, qui se retrouvait seul avec sa sœur à la suite de la mort de ses parents, se sentait redevable à Midorikawa pour le soutien qu'il lui avait apporté. Midorikawa est également connu pour avoir écrit des livres sur la programmation et le codage que Kiyoshi Hasegawa a lu.
Le professeur Midorikawa a participé à la création du système de cryptage « Jack » accompagné de Takahiro. Midorikawa a trahi Kurosaki : il l'a accusé d'être un espion et d'avoir divulgué des informations à des gouvernements étrangers. Kurosaki mourut mystérieusement quelque temps plus tard. Après la mort de Takahiro, Midorikawa s'est impliqué dans la recherche et le décryptage du virus Jack O'Frost, un code de programmation développé par le fils de Takahiro, Tasuku.

## Les amis de Teru
Teru Kurebayashi (紅林 照, Kurebayashi Teru)
Teru, une belle lycéenne de 16 ans, est une fille au caractère bien trempé mais gentille qui vit seule depuis la mort de son frère, Souichirou Kurebayashi. Ce dernier, sur son lit de mort, lui laisse un téléphone portable avec lequel elle peut joindre "Daisy" qui devient pour Teru une véritable source d'encouragements. "Daisy" l'aide au quotidien, que ce soit par l'intermédiaire de doux email-s ou d'actes de présence, ce qui arrive très rarement. Bien qu'elle ne l'ait jamais vu, Teru lui fait totalement confiance. Lorsqu'elle casse malencontreusement une fenêtre, elle se voit obligée de "payer en nature" et d'ainsi devenir le larbin de Tasuku Kurosaki, le concierge du lycée. Au fil du manga, les sentiments qu'elle éprouve à l'égard de Kurosaki deviennent amoureux. Cependant, elle le suspecte d'être "Daisy".
Kiyoshi (Hasegawa Kiyoshi)
Kiyoshi est le meilleur ami de Teru depuis l'école maternelle.
Il subit régulièrement les railleries des autres élèves et même de Kurosaki, à cause de sa petite taille et de ses airs d'intello.
Un jour, il fait des recherches informatiques dans le but d'aider Teru mais se fait manipuler et finit par s'en prendre à elle. C'était sans compter sur Kurosaki qui intervient et tente de mettre la situation au clair. Kiyoshi, apeuré, s'enfuit en courant rejoindre ses complices mais ces derniers tentent de le renverser en voiture. Kurosaki lui sauve alors la vie de justesse. Kiyoshi se rend ensuite compte de ses erreurs et considère son sauveur comme un modèle. Il participe activement à la protection de Teru et gagne en maturité.
Rena Ichinose
La présidente du conseil étudiant a été présentée, au début, comme un tyran auprès des étudiants boursiers comme Teru et Kiyoshi. Cependant, lorsque Teru et Kurosaki l'ont sauvée après qu'elle a eu des problèmes dans ses relations amoureuses, elle s'est beaucoup adoucie, montrant une personnalité généreuse et agréable. Bien que Rena ne l'admette pas, Teru devient l'une de ses premières véritables amies.
Haruka Sawaguchi
C'est une camarade de classe et amis de Teru. Elle est la première amie à qui Teru se confie et sait qu'elle est consciente que Kurosaki et DAISY sont la même personne.

## Les employés d'Antler
Antler (アントラ, Antora )  est un homme sinistre qui souhaite la renaissance du virus informatique Jack O'Frost créé par Tasuku Kurosaki .Connu aussi sous les noms de Nagano (永野)  et Kouei Kuwagata (クワガタ 光栄, Kuwagata Kouei  ), il est l'employeur de Chiharu Mori et Akira.
Sous la direction d'un homme politique opposé à l'idée que le système de décryptage "Jack" soit modéré et utilisé à bon escient, Antler a été envoyé pour saboter la tentative du professeur Midorikawa de modérer le développement du code de cryptage "Jack". Sous le pseudonyme de « Nagano », il s'est fait passer pour un employé de l'entreprise Kenbashi Electronics et a fait pression sur Kurosaki pour qu'il recrée un virus, Jack O'Frost. Puis, il a disparut sans laisser de trace.
Des années plus tard, Antler réapparaît sous le nom de "Kuwagata", un technicien en programmation informatique employé par Kazuki Morizono (petit ami de Rena qui la manipulait). Les deux travaillent sur la sortie et la vente de Neo-Jack Frost, une copie du virus de Tasuku. Kuwagate a manipulé son patron, Morizono, afin que la copie soit vendue aux enchères et mise sur le marché. Après que les plans de Morizono et Kuwagata aient été déjoués par Teru et Kurosaki, Antler disparait.
Chiharu Mori (森 千春, Mori Chiharu ) était l'infirmière scolaire sexy du lycée mais très audacieuse. C'est une femme dangereuse qui multiplie les attaques contre Daisy et Teru, allant jusqu'à poignarder Tadeka. Lorsque son identité est révélée, elle s'enfuit mais agit dans l'ombre.
Akira (アキラ)
Akira est un garçon mystérieux et inquiétant qui semble posséder une étrange ressemblance avec le frère aîné de Teru Kurebayashi, Sōichiro. Il travaille comme complice pour Chiharu Mori et il a souvent un large sourire qui lui donne l'air d'un maniaque. Pour cacher son apparence, il porte un sweat à capuche et apparaît souvent avec un yo-yo. Il semble aussi ressentir une grande joie à bouleverser Teru Kurebayashi et Tasuku Kurosaki.

## Le système Jack
Le gouvernement japonais décide de créer un système de cryptage de données appelé Jack (nom de code). Le professeur Hideo Midorikawa et Takahiro Kurosaki ont participé à son développement. Ce système pouvait potentiellement devenir une menace pour la sécurité nationale. Deux camps politiques s'opposent donc : ceux qui souhaitent que ce système soit exploité à cent pour cent et ceux qui souhaitent le modérer. Hideo a trahi son ami en l'accusant d'espionnage (surement à cause des pressions politiques menées par les partisans qui souhaitent une utilisation importante du système Jack) et Takahiro a été tué. Son fils, Tasuku, a créer un virus Jack O'Frost, afin de prouver l'innocence de son père mais aussi pour le venger.

## Liste des volumes
| no | Japonais          | Japonais          | Français         | Français          |
| no | Date de sortie    | ISBN              | Date de sortie   | ISBN              |
| -- | ----------------- | ----------------- | ---------------- | ----------------- |
| 1  | 26 octobre 2007   | 978-4-09-131306-5 | 11 mars 2010     | 978-2-84965-771-3 |
| 2  | 26 mars 2008      | 978-4-09-131455-0 | 12 mai 2010      | 978-2-84965-822-2 |
| 3  | 26 août 2008      | 978-4-09-132007-0 | 8 juillet 2010   | 978-2-84965-878-9 |
| 4  | 26 janvier 2009   | 978-4-09-132210-4 | 9 septembre 2010 | 978-2-84965-935-9 |
| 5  | 26 juin 2009      | 978-4-09-132395-8 | 25 novembre 2010 | 978-2-84965-986-1 |
| 6  | 26 février 2010   | 978-4-09-132774-1 | 17 février 2011  | 978-2-82030-023-2 |
| 7  | 26 juillet 2010   | 978-4-09-133384-1 | 26 mai 2011      | 978-2-82030-126-0 |
| 8  | 26 octobre 2010   | 978-4-09-133479-4 | 19 août 2011     | 978-2-82030-190-1 |
| 9  | 26 avril 2011     | 978-4-09-133790-0 | 27 octobre 2011  | 978-2-82030-220-5 |
| 10 | 26 septembre 2011 | 978-4-09-134037-5 | 22 février 2012  | 978-2-82030-298-4 |
| 11 | 26 mars 2012      | 978-4-09-134316-1 | 13 juin 2012     | 978-2-82030-393-6 |
| 12 | 26 juin 2012      | 978-4-09-134553-0 | 26 octobre 2012  | 978-2-82030-405-6 |
| 13 | 25 janvier 2013   | 978-4-09-135080-0 | 25 avril 2013    | 978-2-82030-627-2 |
| 14 | 26 juin 2013      | 978-4-09-135267-5 | 6 novembre 2013  | 978-2-82030-713-2 |
| 15 | 25 octobre 2013   | 978-4-09-135650-5 | 19 mars 2014     | 978-2-82030-783-5 |
| 16 | 26 février 2014   | 978-4-09-135760-1 | 25 juin 2014     | 978-2-82031-724-7 |